# داني مكغرين
داني مكغرين (بالإنجليزية: Danny McGrain)‏ (مواليد 1 مايو 1950) هو لاعب كرة قدم. يلعب مع منتخب اسكتلندا لكرة القدم. سبق له أن لعب في كأس العالم لكرة القدم مع منتخب بلاده.

## مسيرته الكروية
لعب داني مكغرين خلال مسيرته الاحترافية مع ناديين في ثمانية عشر موسمًا وسجل خلالها 4 أهداف ضمن 460 مباراة. حيث فاز في سبعة مواسم بالكأس وفي تسعة مواسم بالدوري.
خاض داني مكغرين مسيرته مع نادي سلتيك في موسم 1970–71 ليلعب معه سبعة عشر موسمًا، مشاركًا في 439 مباراة سجل خلالها 4 أهداف. ثم انتقل إلى نادي هاميلتون أكاديميكال في موسم 1987–88 لمدة موسم واحد، حيث شارك في 21 مباراة ولم يسجل أي هدف.

## روابط خارجية
- داني مكغرين على موقع الاتحاد الدولي (مؤرشف)  (الإنجليزية)
- داني مكغرين على موقع الاتحاد الإسكتلندي (الإنجليزية)
- داني مكغرين على موقع قاعدة بيانات كرة القدم.إي يو (الإنجليزية)
- داني مكغرين على موقع ناشيونال فوتبول تيمز (الإنجليزية)
- داني مكغرين على موقع عالم كرة القدم.نت (الإنجليزية)